# 伊朗核问题

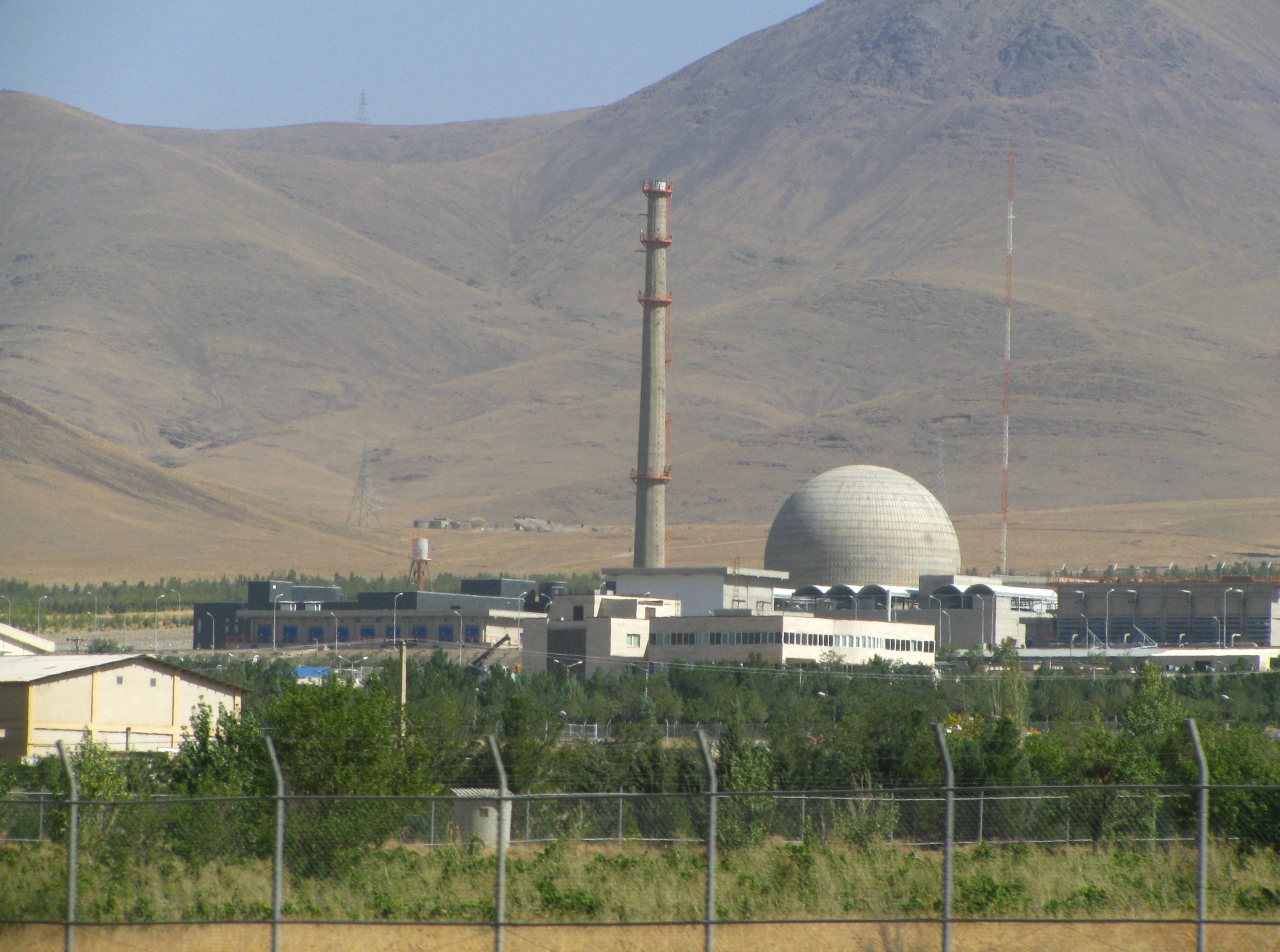
伊朗阿拉克核反应堆。

伊朗核问题，简称伊核问题，是伊朗于1950年起开发核工业所引发的国际问题。伊核问题在2006年初成为美国、伊朗关系核心问题，并成为美伊战争的潜在导火線。2015年4月2日，伊朗、伊核问题6国達成《联合全面行动计划》，以系统性解决伊朗核问题。

## 历史

### 早期

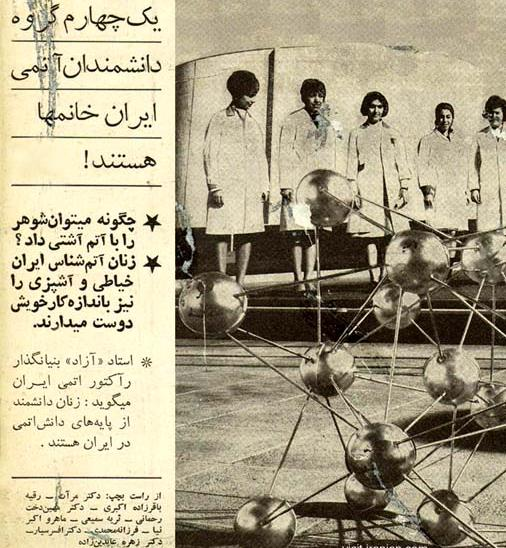
1968年伊朗报纸：伊朗核能科学家四分之一是女性

1950年代，伊朗开始核能源开发，而當時美國與伊朗的巴勒維政府是盟友關係，伊朗在中東的作用可以有助以色列抵抗阿拉伯國家。

### 1979年之後

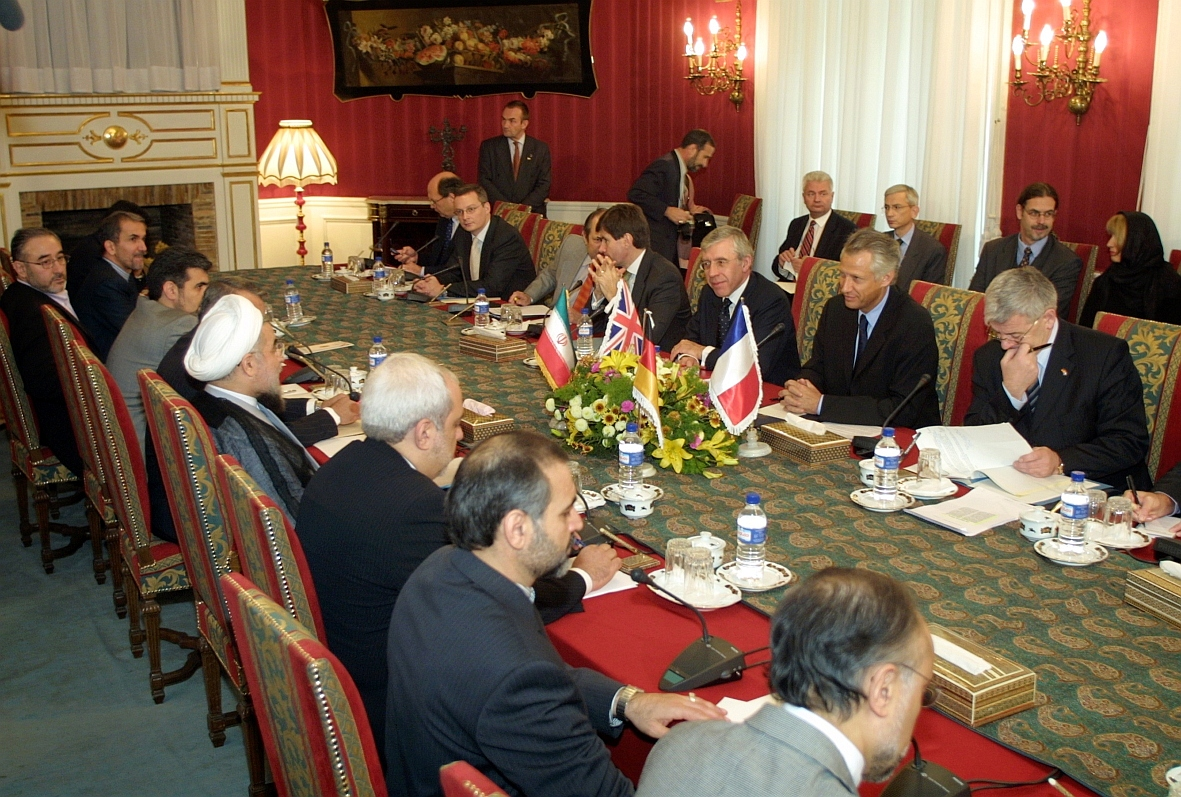
2003年，伊朗與伊核问题歐洲三国（E3）的談判。

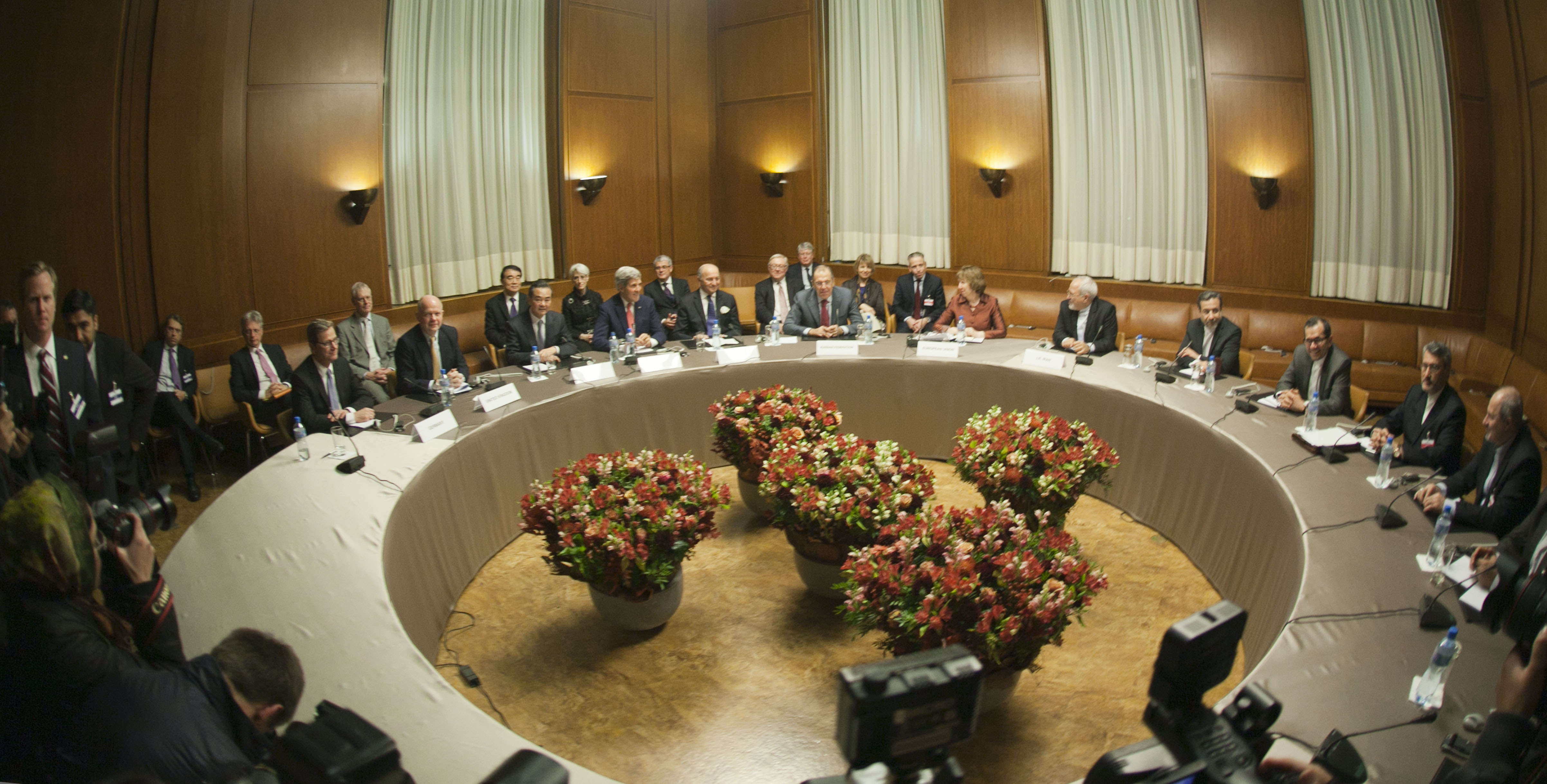
2013年，伊核问题六国（P5+1）举行伊朗核问题磋商。

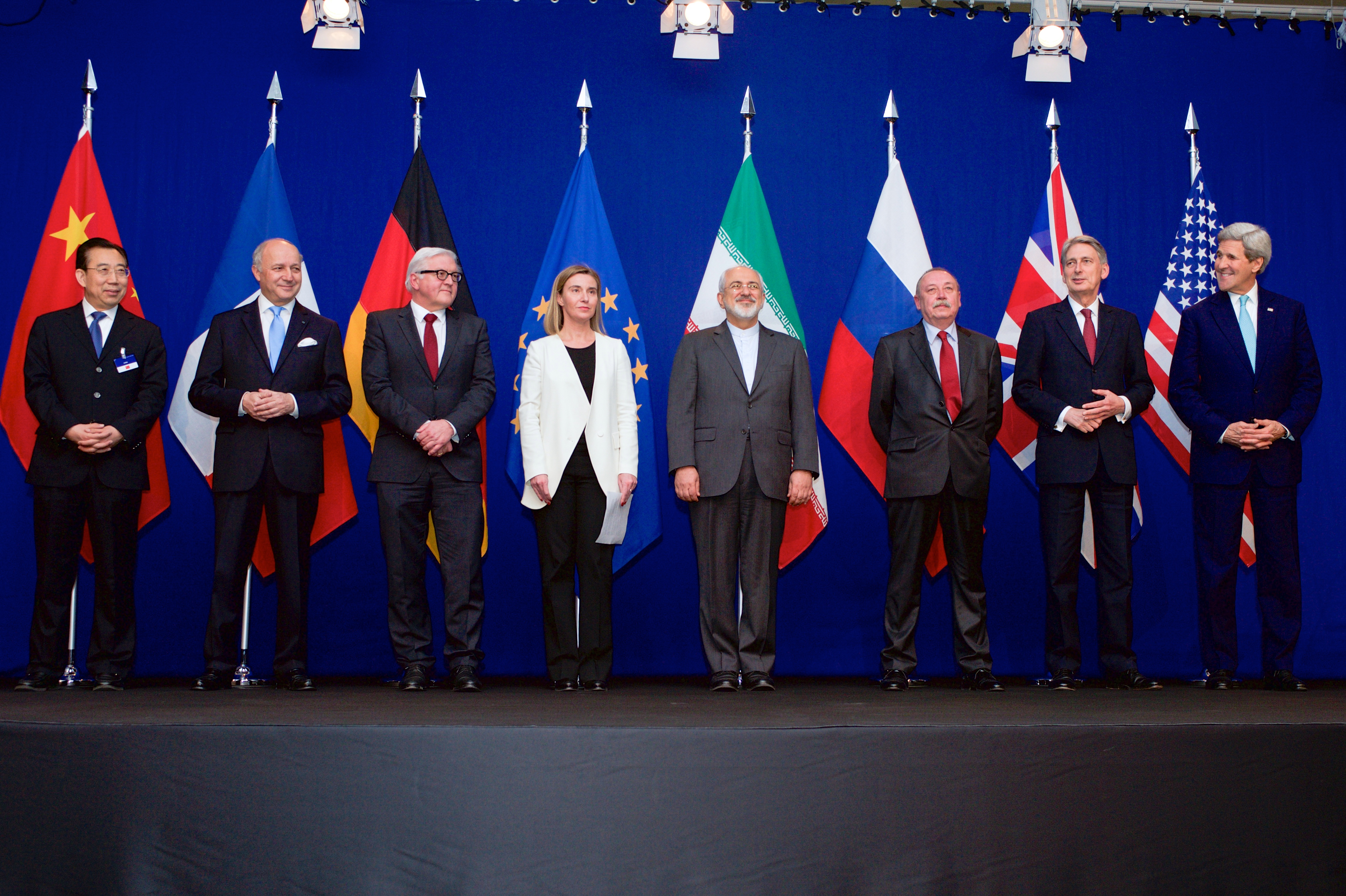
2006年，伊朗与伊核问题六国举行伊朗核问题全面协议《联合全面行动计划》谈判。

1979年，伊朗爆發革命，巴勒維下台流亡。1980年，美伊断交，其後美国多次指责伊朗秘密发展核武器。美国在兩伊戰爭後對伊朗進行經濟及軍事制裁。

2003年初，伊朗宣布提炼出核电站燃料铀。12月18日，伊朗签署《不扩散核武器条约》附加议定书。自2003年伊朗宣布成功提炼出铀以来，联合国已通过四个制裁伊朗的决议，美欧还出台了制裁法案。联合国对伊朗制裁主要集中在禁止伊朗参与国外核领域的投资、运输和金融活动。美国则切断伊朗所有金融机构与美国银行体系的联系，包括对向伊朗能源、贸易公司和央行提供物质支持的机构的制裁。2003年6月19日，国际原子能机构发表国际原子能机构理事会主席关于伊朗核问题的“总结性声明”敦促伊朗：“迅速纠正总干事巴拉迪在其报告中提到的伊朗在执行与《不扩散核武器条约》有关的保障协定中存在的所有问题，立即和无条件地签署和执行保障协定的附加议定书
”9月12日，国际原子能机构通过决议要求伊朗：在10月底前公开其核计划，签署《不扩散核武器条约》附加议定书，允许国际原子能机构突击检查其核设施，终止提炼浓缩铀 。11月26日，再次通过决议
2004年4月，伊朗宣布暂停组装浓缩铀離心機。3月13日，国际原子能机构理事会通过决议批评伊朗没有公开其部分核计划。6月18日，国际原子能机构理事会通过决议协助解决核计划的剩余问题。6月底，伊朗恢复浓缩铀离心机的组装，但暂停提炼浓缩铀。9月21日，伊朗宣布开始将37吨铀矿料中的一部分用于铀转化。9月18日，理事会在维也纳通过决议要求伊朗终止一切与制造核武器有关的核活动。11月，德法英3国与伊朗在多轮会谈后在巴黎初步达成协议，德法英承诺提供核技术、核燃料和一座轻水反应堆。11月29日，国际原子能机构理事会通过决议不将伊朗核问题提交联合国安理会。11月22日，伊朗宣布中止铀浓缩。
2005年8月11日，国际原子能机构理事会通过决议要求伊朗立即停止与铀浓缩有关的一切核活动。9月24日，国际原子能机构理事会通过决议认定伊朗多次不履行《不扩散核武器条约》的义务。
2006年开始，伊核问题六国开始与伊朗展开谈判。2006年1月10日，伊朗恢复中止了两年多的核燃料研究。4月11日，伊朗宣布已成功生产出纯度3.5％的低纯度浓缩铀，成为国际核八强（五常任理事国，印巴，伊朗）之一。4月28日，国际原子能机构总干事穆罕默德·巴拉迪向该机构理事会和联合国安理会提交了关于伊朗核问题的报告。报告说，伊朗未能在联合国安理会规定的期限内中止铀浓缩活动，也没有和国际原子能机构核查人员进行全面合作。6月1日，美国、俄罗斯、中国、英国、法国和德国有关伊朗核问题的外长级会晤在维也纳结束。与会各方达成一项共识，在伊朗中止铀浓缩活动的前提下向其提供一项具有吸引力的方案。7月31日，联合国安理会通过了关于伊朗核问题的第1696号决议，要求伊朗在8月31日之前暂停所有与铀浓缩相关和后处理的活动，并呼吁伊朗与国际原子能机构开展合作。8月22日，伊朗正式向俄、美、中、英、法、德六国递交了伊朗对伊核问题六国方案的答复。
10月25日，伊朗官方证实已成功安装了第二批铀浓缩设备，即164台离心分离机。12月23日，联合国安理会一致通过1737號决议，决定对伊朗实行一系列与其核计划和弹道导弹项目有关的禁运、冻结资产和监督相关人员出国旅行等制裁措施。
2007年2月22日，国际原子能机构总干事巴拉迪向机构理事会和联合国安理会提交了有关伊朗履行安理会1737号决议情况的报告。报告认定伊朗未能在安理会规定的60天限期内停止其有争议的铀浓缩活动。3月8日，国际原子能机构理事会闭门会议决定，将该机构对伊朗的55项核技术援助项目减少22项，有4项是国家项目，其余18项属地区或跨地区的合作项目。3月24日，联合国安理会通过了第1747号决议，加大了对伊朗核和导弹计划相关领域的制裁，同时强调继续寻求通过谈判解决伊核问题。3月28日，伊朗原子能組織中止伊朗与国际原子能机构全面保障协定的部分辅助安排，以回应联合国安理会第1747号决议。4月9日，伊朗总统馬赫茂德·艾哈邁迪-內賈德宣布，伊朗已有能力进行工业规模核燃料生产。
2012年8月，国际原子能机构发布报告称伊朗已经安装了完成一处深层地下核燃料生产设施所需的四分之三的核离心机。

### 2013年至今

#### 谈判与解决
2015年4月2日，伊核问题各谈判方在瑞士洛桑举行的新闻发布会上宣布，伊朗核谈判达成了框架性协议。这一框架性协议将为六月末达成最终的具体协议铺平道路。2015年7月14日，伊朗與美國、中華人民共和国、俄罗斯、英國、德国、法国伊核问题六國經過漫長談判後，就限制伊朗發展核武及解除對伊朗的制裁問題達成協議。该全面协议由正文及五个技术附件组成，五个技术附件分别涉及核、制裁、民用核能合作、联委会及实施等五方面内容。伊朗还同意15年内将铀浓缩浓度限制在不超过3.67%的范围内，联合国对伊朗的弹道导弹制裁将保留8年。
2016年1月16日，新华社报道称，国际原子能机构总干事天野之弥证实伊朗完成了开始执行伊核全面协议的必要准备步骤。美国白宫同日发表声明说，总统奥巴马已签署行政命令，根据伊核协议规定解除对伊朗的经济制裁。莫盖里尼和扎里夫同日宣布，鉴于伊朗履行了伊核问题全面协议承诺，与伊朗核问题有关的经济和金融制裁按照全面协议要求当天得到解除。

#### 美国退约
2017年1月，特朗普担任美国总统后开始采取对伊朗强硬政策，先后退出伊核协定和阻止伊朗石油出口，迫使伊朗做出停止履行部分伊核协定的决定，伊朗核问题出现反复。
2018年5月8日，美国总统特朗普宣布，美国将退出伊核协议，并将恢复对伊朗的制裁。同时，伊朗总统鲁哈尼表示，将暂时留在伊核协议，继续履行伊核协议内容。2018年11月，美國宣佈對進口伊朗石油的國家進行制裁，但中国大陆、印度、日本、韩国、台湾、土耳其、意大利和希腊从伊朗进口石油得到豁免，但有效期至2019年5月2日截止。對此伊朗大為不滿，2019年5月8日，伊朗总统鲁哈尼宣布将停止履行伊核协议部分承诺，停止出售铀浓缩过程中产生的多余重水以及浓缩铀。但如果英国、法国、德国、俄罗斯和中国能在两个月内为伊朗找到一个出售石油和处理银行交易的机制，伊朗将恢复履行这些承诺。
2019年5月21日，伊朗将丰度为3.67%的浓缩铀产量提升4倍，不过该举措依旧在伊朗核协议框架内。6月13日，日本首相安倍帶去川普口信前往伊朗會談，伊朗最高领袖哈梅内伊表示不接受安倍转达的美国总统特朗普的口信，同時反向对安倍明确表示，不值得为特朗普传递任何信息。伊朗对美国没有任何信任可言，歐巴馬時代与美国进行的谈判，都“不是一段愉快的经历”。过去40年有许多美国总统都想摧毁伊朗，但均以失败告终，現在伊朗不会发展核武器。不过哈梅内伊特别说明「即便伊朗真计划发展核武器，美国也无可奈何，美国的禁令不会是伊朗拥核的障碍。而美国自身拥有庞大的核武库，没资格在核武器问题上对任何国家指手画脚。」

#### 合約近乎全毀
2020年1月3日，美国在伊拉克巴格达国际机场发起无人机空袭，刺杀伊朗伊斯兰革命卫队和圣城军指挥官卡西姆·苏莱曼尼。1月5日晚，伊朗政府在一份声明中表示，伊朗暂停履行伊朗核问题全面协议第五阶段对伊限制措施，伊朗持有离心机的数量将不再有任何限制。2020年5月，美國取消了“核制裁豁免”。
2020年9月19日，美国国务卿蓬佩奥宣布美国恢复所有针对伊朗的联合国制裁措施。9月21日，美国总统特朗普宣布对27个支持伊朗核、导弹和常规武器项目的相关实体与个人实施制裁和出口管制。12月2日，四家中國和俄羅斯公司因涉嫌參與伊朗核計劃而遭到美國制裁。
2021年1月4日，伊朗宣佈已恢復提煉濃度為20%的濃縮鈾。
2021年4月10日，伊朗启动纳坦兹核设施内的164台IR-6型离心机，這標誌著伊朗開始生产浓缩铀。4月13日，伊朗宣佈开始将浓缩铀丰度提高至60%。

#### 重新谈判
2021年4月，伊朗核协议签署国开始重新谈判。5月1日，伊朗副外长阿拉格希接受媒体采访时说：在部分已经达成共识的问题上，条文起草工作正在进行，但这项工作进展缓慢。5月8日，伊朗总统哈桑·鲁哈尼表示，他对重新恢复履行全面协议的谈判进展感到乐观，称“几乎所有主要制裁都已经解除”，但美国和其他协议方尚未回应。8月，易卜拉欣·莱希就任伊朗总统后，谈判暂时中止。11月4日，伊朗與西方國家決定於當年11月29日恢復核談判。
2022年2月4日，美国拜登政府恢复了对伊朗的“核制裁”豁免，即解除部分制裁。
2022年8月4日，伊朗副外长兼伊朗核问题首席谈判代表在奥地利首都维也纳与伊朗核问题全面协议其他相关方代表举行会谈。
2022年10月12日，伊朗原子能组织证实，在纳坦兹核设施中已启用新一套离心机级联。
2023年，伊朗境內出現浓缩程度接近武器等级的铀痕迹。3月3日， 国际原子能总署署长拉斐尔·马里亚诺·格罗西來到德黑兰与伊朗官员会谈。谈判结束后，格罗西表示雙方同意重新連接數個核設施的監控攝影機，以恢復此前被削弱的原子能機構對伊朗核設施的攝影監控力度，並加快檢查速度。9月16日，格羅西表示，伊朗決定撤銷指派在當地數名開展核查活動經驗豐富的機構視察員，他強烈譴責「這不成比例和前所未有的單方面措施」，影響原子能機構在伊朗的核查活動的正常規劃和開展。
聯合國核監督機構于2025年6月12日通過1項譴責伊朗不遵守應盡義務的動議，以在將本案送交聯合國之前再度對德黑蘭提出警告。伊朗隨即強勢回應，稱將打造1座新的濃縮鈾設施。

#### 引發戰爭

##### 2025年6月以色列袭击伊朗
以色列總理內塔尼亚胡表示，此行動名為「獅子崛起行動」，旨在應對伊朗對「以色列生存」的威脅。
以色列國防軍確認對伊朗核設施發動空襲，德黑蘭傳出爆炸聲。伊朗誓言報復並已向以色列領土發射大量無人機。
伊朗官方媒體稱，伊斯蘭革命衛隊總司令侯賽因·薩拉米及兩名高級核科學家在空襲中喪生：前伊朗原子能組織主席費雷敦·阿巴西及德黑蘭伊斯蘭自由大學校長穆罕默德·迈赫迪·德黑兰奇。
2025年7月2日，伊朗总统佩泽希齐扬批准伊朗暂停与国际原子能机构合作的法案。该法案禁止国际原子能机构观察员进入伊朗境内核查。

## 核设施

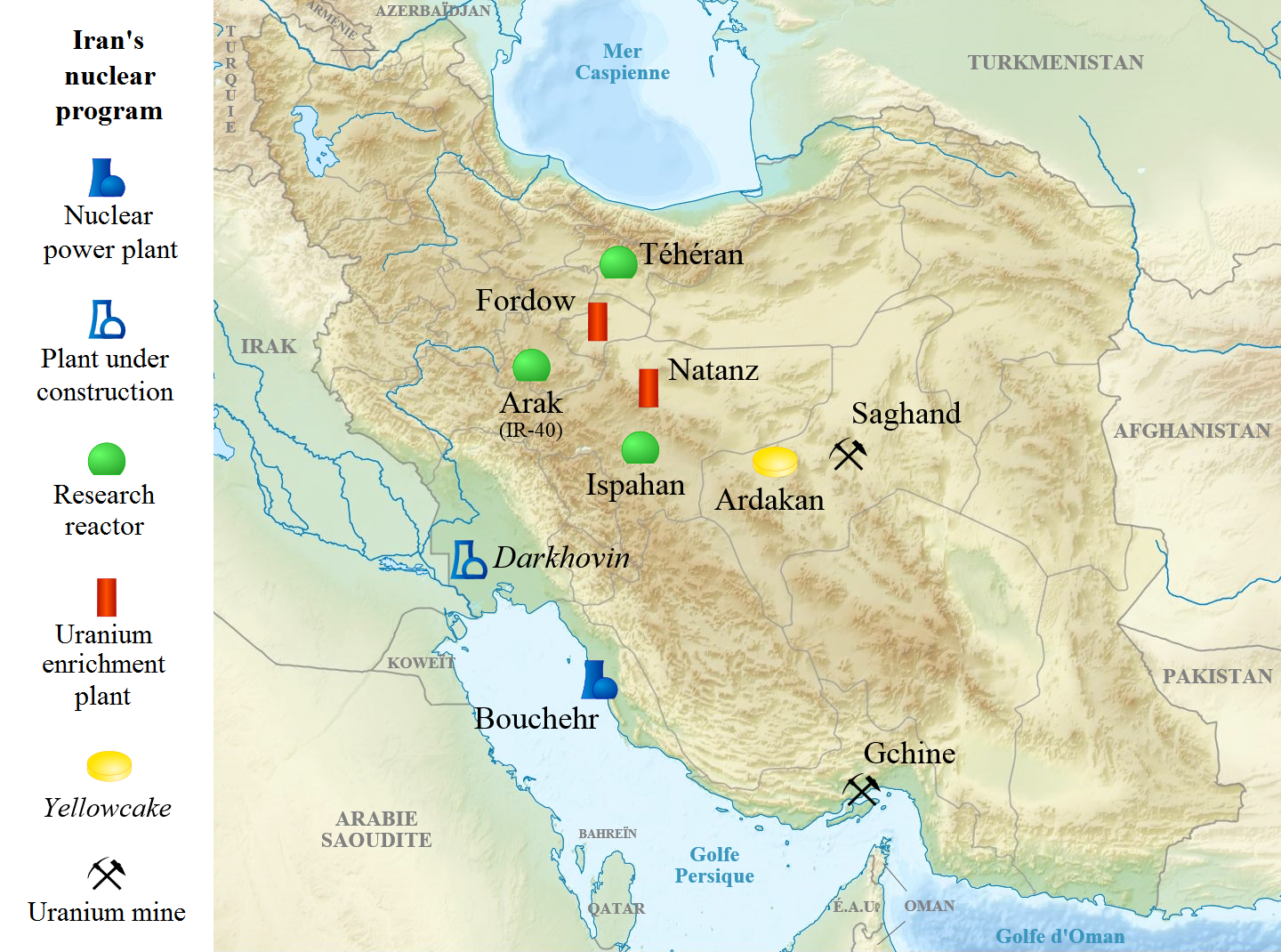
伊朗核设施主要分布区。

以下是伊朗核能設施部分列表（IAEA、NTI和其他來源）:
- Tehran Research Reactor（TRR） — small 5MWt research reactor
- 伊斯法罕，Uranium Conversion Facility（UCF）
- 纳坦兹，Fuel Enrichment Plant（FEP） — 用於生產濃縮鈾工廠
- 纳坦兹，Pilot Fuel Enrichment Plant（PFEP） — 濃縮鈾生產和研發中心
- 伊朗核设施（FFEP） — 用於生產UF
6濃縮至高達20% 鈾-235
- 阿拉克，伊朗核能研究反應爐（IR-40反應爐） （正在建設中，無電力輸出）
- 布什爾核電廠（BNPP）

## 各方态度

### 伊朗
伊朗最高领袖哈梅内伊于2016年1月19日表示，美国在伊朗与各国达成伊核协议后，“欺骗了”伊朗。哈梅内伊在当天写给伊朗总统鲁哈尼的一封信中指出，伊朗应提防美国这样的国家，因为几乎在美国总统奥巴马下令解除对伊朗经济制裁的同时，美方又对伊朗推出一系列新制裁措施。

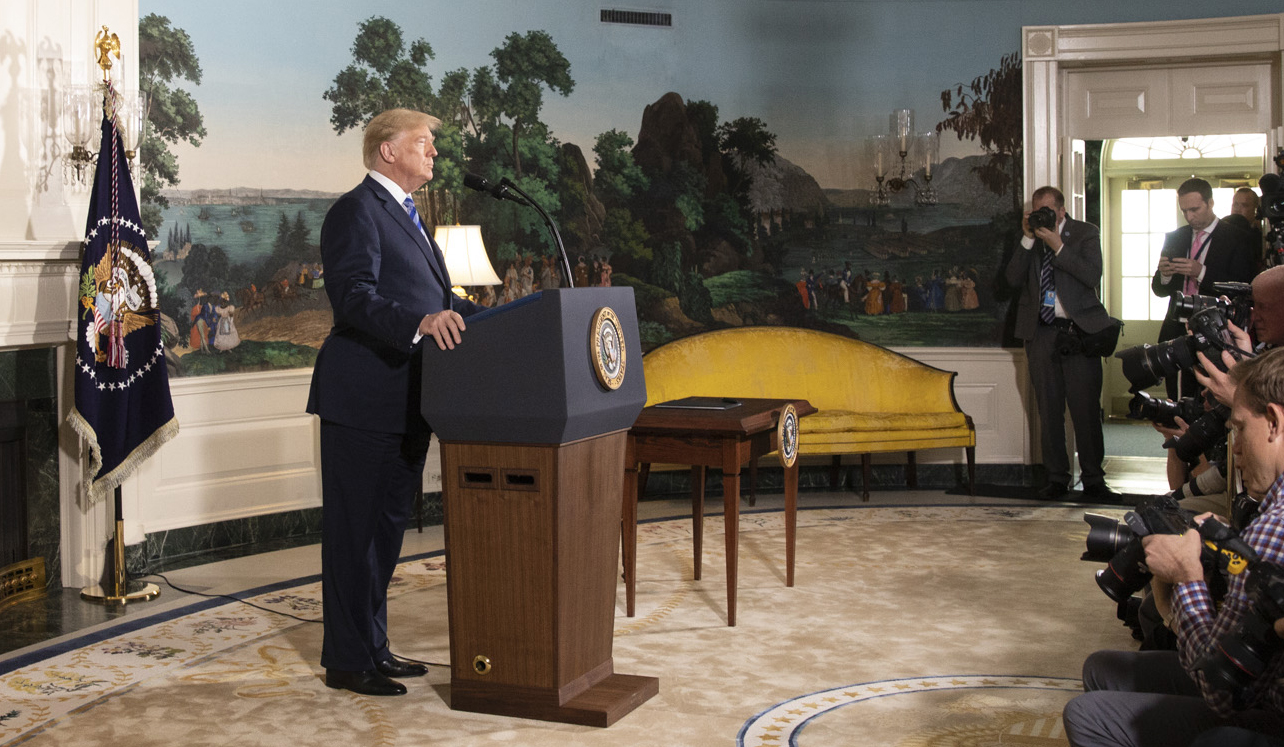
川普於記者會上撕毀協議

### 美国
美国将采取不排除战争在内的一切手段以阻止其发展大规模杀伤性武器。2010年在签下美俄START条约时奥巴马说美国，俄国和其他国家在要求伊朗面对不能遵守核不扩散条约的义务时的后果。“我们不会容忍藐视不扩散条约的行为，在一个关键性地区挑起军备竞赛的风险，及威胁国际社会和我们集体安全信用度的行为”美国总统奥巴马表示，伊朗核问题谈判达成全面协议，中方发挥的作用十分重要。美方感谢中方为达成这一历史性协议所作贡献。美方希望同中方继续协调合作、共同努力，确保全面协议得到实施。
2018年5月8日美国现总统特朗普卻突宣布，美国将退出伊核协议，并将恢复对伊朗的制裁，撕毀協議。
美國内部对伊朗的观点长期对立，分为主战派与主和派两种观点。主战派观点认为，现在不動武，后患无穷；对伊朗动武代价很高，但容忍伊朗拥有核武器对美国的安全形成威胁代价更高；在动武和纵容其拥有核武器之间倾向动武。美国前总统乔治·W·布什、美国前国务卿赖斯、美国总统川普均支持此观点。
主和派观点则认为，目前局势类似1962年古巴导弹危机，美国政府处於“要么默许敌人拥有危险武器，要么动武阻止敌人”的两难困境；动武则美国将陷入20至30年的另一个伊拉克泥潭。況且对于伊朗的原子能發展現今有莫斯科與北京反对直接动武。美国前吉米·卡特政府国家安全顾问兹比格涅夫·布热津斯基、美国前总统歐巴馬支持此观点。

### 阿拉伯国家联盟
2009年阿拉伯联盟秘书长阿穆尔·穆萨说以色列的核计划比伊朗的更令人忧心。同年一批阿拉伯国家开始采取经济手段试图让俄中支持禁止伊朗核项目。

### 中国
2015年4月2日，中国外交部发言人华春莹指出，伊核谈判经过多年历程，已取得重要进展。中方作为重要一方，始终积极参与谈判进程，发挥了建设性作用。
2015年7月，中共中央总书记兼中国国家主席习近平在与奥巴马的通话中强调，伊朗核问题全面协议的达成，有力维护了国际核不扩散体系，为国际社会提供了通过谈判解决重大争端的有益经验，向世界发出了积极信号。安理会刚刚通过决议，这标志着全面协议得到国际社会广泛认同和支持。

### 八国集团
2003年从IAEA开始调查核问题起，G8反复声明了对此问题的关切。2003年G8峰会上领导人们说 "我们不会忽略越加扩散的对伊朗尖端核项目的暗示。"

在2008年日本G8峰会上领导人们声明:
 我们对于伊朗核项目带来的核扩散风险、及伊朗不断地不能履行其国际义务的行为深表关切。我们敦促伊朗立刻履行UNSCR 1696, 1737, 1747 和1803条款，特别是立刻停止其提纯核元素行为。我们也要敦促伊朗完全地和IAEA合作，包括对最近IAEA理事长提出的报告中提到的问题作出澄清。我们坚定地支持并提供合作于中，法，德，俄，联合王国和美国及欧盟最高会议去有创新性地通过谈判解决这一问题，并敦促伊朗正面地对他们于2008年6月提出的建议回应。我们也赞扬其他G8成员的努力，特别是日本提出的高层次对话，这是向着和平与外交地解决问题迈出的一步。我们欢迎金融行为力量协助各国在相关UNSCR条款下履行他们的义务. 